# M200
M200 är en serie tunnelbanevagnar ägda av Huvudstadsregionens Stadstrafik Ab. De sammanlagt 12 tunnelbanevagnarna är tillverkade av Bombardier Transportation under åren 2000–2001.